# Економске теме
Економске теме (Economic Themes) је рецензирани академски научни часопис чији је издавач Економски факултет Универзитета у Нишу.

## О часопису
Према категоризацији Министарства за науку и технолошки развој Републике Србије, часопис Економске теме спада у водеће часописе националног значаја (М51). Главне теме које обрађује овај часопис су из области економије, менаџмента и пословне администрације, али и шире, из других дисциплина које припадају друштвеним наукама, а који имају импликације на економску сферу друштва. Објављује се квартално.

### Историјат
Године 1962, публикован је први Зборник радова тадашњег Правно-економског факултета у Нишу. После оснивања Економског факултета Универзитета у Нишу као самосталне високошколске установе 1970. године, Зборник радова прераста у публикацију чији је издавач новоформиран факултет. Све до 1989. године, Факултет је штампао Зборник радова чији су уредници били Петар И. Козић, Славољуб Поповић, Никола Јовановић, Данило Ж. Марковић, Сергеј Ђуровић, Драгољуб Симоновић, Живојин Перић, Марко Секуловић, Драгиша Гроздановић, Душан Здравковић. Зборник радова је 1990. године трансформисан у часопис Економске теме. Часопис Економске теме се однедавно штампа на енглеском језику под новим називом Economic Themes. Часопису се такође може приступити електронским путем на званичном сајту Економског факултета у Нишу.

## Уредници
Следи хронолошки списак уредника часописа Економске теме.
- Проф. др Драгољуб Симоновић (1990-1991)
- Проф. др Драгиша Гроздановић (1991-1992)
- Проф. др Душан Здравковић (1992-1993)
- Проф. др Слободан Цветановић (1993-1995)
- Проф. др Евица Петровић (1995-2003)
- Проф. др Љиљана Станковић (2003-2012)
- Проф. др Срђан Маринковић (2012-2015)
- Проф. др Марија Радосављевић (2015-2018)
- Проф. др Драгана Раденковић Јоцић (2018-2024)
- Проф. др Дејан Ђорђевић (2024-данас)

## Електронски облик часописа
Од 2008. године часопис Економске теме излази и у електронском облику (еISSN 2217-3668). Часопис је у отвореном приступу и целокупан садржај је доступан свим корисницима и институцијама. Корисницима је дозвољено да читају, преузимају, копирају, размењују, штампају, претражују или линкују пун текст чланака у овом часопису без претходног тражења посебне дозволе.

## Индексирање у базама података
EBSCO